# Ник Пизолато
Ник Пизолато (на английски: Nic Pizzolatto) е американски писател, сценарист, режисьор и продуцент на произведения в криминалния жанр. Ползва и псевдонима Джим Хамет (Jim Hammett).

## Биография и творчество
Никълъс „Ник“ Остин Пизолато е роден на 18 октомври 1975 г. в Ню Орлиънс, Луизиана, САЩ. Има италиански произход и израства в бедно католическо семейство от работническата класа. Когато е 5-годишен семейството му се мести в селски район на Лейк Чарлз, Луизиана. Завършва католическата гимназия в Лейк Чарлз през 1993 г. Следва със стипендия за визуални изкуства в Щатския университет на Луизиана, който завършва с бакалавърска степен по английски език и философия.
След дипломирането си се премества в Остин, Тексас, където работи като барман и технически писател в продължение на четири години. Записва се в програмата по творческо писане в Университета на Арканзас и получава стипендия „Лили Питър“ за поезия и стипендия „Уолтън“ през 2003 г. Завършва с магистърска степен през 2005 г.
Докато следва в Университета на Арканзас публикува първите си два разказа в списание „The Atlantic Monthly“ – „Птици-призраци“ и „Между тук и жълтото море“. Други негови разкази са публикувани по-късно в „The Oxford American“, „The Missouri Review“, „The Iowa Review“, „Best American Mystery Stories“ и др. През 2006 г. е издаден сборника му с разкази „Между тук и жълтото море“. Той е определен за един от петте най-добри литературни дебюта на годината от списание „Poets & Writers“.
След завършване на университета на Арканзас, в периода 2005 – 2006 г. преподава художествена литература в университета на Северна Каролина в Чапъл Хил, после за кратко преподава в Чикагския университет, а в периода 2008 – 2012 г. е асистент по английски език в университета „ДеПау“. През 2010 г. се мести в Калифорния, за да продължи кариерата си на сценарист.
Първият му роман „Галвестън“ е издаден през 2010 г. Животът на наемника Рой Кейди взема неочакван обрат, когато една сутрин научава, че е болен от рак. Същевременно тряба да изпълни поръчка да се отърве от младата проститутка Роки. Пред лицето на смъртта Рой изживява своя катарзис на антигерой. През 2018 г. романът е екранизиран в едноименния филм с участието на Бен Фостър, Ел Фанинг и Бо Бриджис.
Той е създател, автор и изпълнителен продуцент на криминалния сериал на HBO „Истински детектив“. Сериалът получава телевизионната награда на Британската академия за 2015 г. за най-добра международна програма.
Ник Пизолато живее със семейството си в Лос Анджелис.

## Произведения

### Самостоятелни романи
- Galveston (2010)
Галвестън, изд. „Оргон“ (2015), прев. Светлана Комогорова – Комата

### Разкази
- Wanted Man (2009)

### Сборници
- Between Here and the Yellow Sea (2006) – 9 разказа

### Екранизации
- 2011 Убийството, The Killing – тв сериал, история, 2 епизода
- 2016 Великолепната седморка, The Magnificent Seven – съсценарист
- 2018 Галвестън, Galveston – сценарист (като Джим Хамет)
- 2014 – 2019 Истински детектив, True Detective – тв сериал, история 24 епизода, режисьор и продуцент
- 2021 The Guilty – сценарист, продуцент
- ?? Ghost Army – сценарист